# 김속명
김속명(金續命, 1297년 ~ 1386년)은 고려 말기의 문신으로 본관은 화평(化平)이다. 원종 때에 삼별초를 토벌했던 김지숙의 손자이며 시호는 충간(忠簡)이다.
공민왕 초에 감찰집의로 있으면서 권력에 굽히지 않고 부정을 규탄하다가 환관들의 미움을 사 파면되었다. 그러다 다시 복직되어 좌부대언이 되었다.
1361년에 홍건적의 침입으로 공민왕이 피난할 때 호종한 공으로 신축호종이등공신이 되었고 감찰대부에 제수되었다가 지밀직사사에 올랐다. 1364년에는 침입한 왜구 3천여 명을 물리쳐 그 공로로 1365년에 삼사좌사의 벼슬과 공신의 호를 받고 후에 대사헌이 되었다. 이때 찬성사 최영의 도순문사 보직이 옳지 못함을 논하다가 파면되었다가 우왕 때 삼사우사에 복직하였다.
그는 성품이 청렴하고 강직해 거리낌 없이 말을 함으로써 주위로부터 미움을 받기도 하였다. 그러다 1376년에 반야 사건이 일어나 이를 변론하는 자리에서 우왕에게 불경한 말을 했다고 하여 이인임의 탄핵으로 처형될 뻔했으나 명덕태후에 의해 감형되어 문의현으로 귀양갔다. 그로부터 10년 뒤 유배생활을 하던 도중에 90세의 나이로 죽었다.